# Дасс, Петтер
Петтер Дасс (норв. Petter Dass; 1647, Херёй, Нурланн — 1707, Алстахёуг) — норвежский поэт. Один из первых норвежских поэтов нового времени.

## Биография

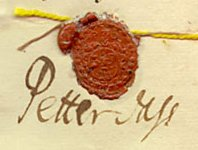
Подпись и печать Дасса

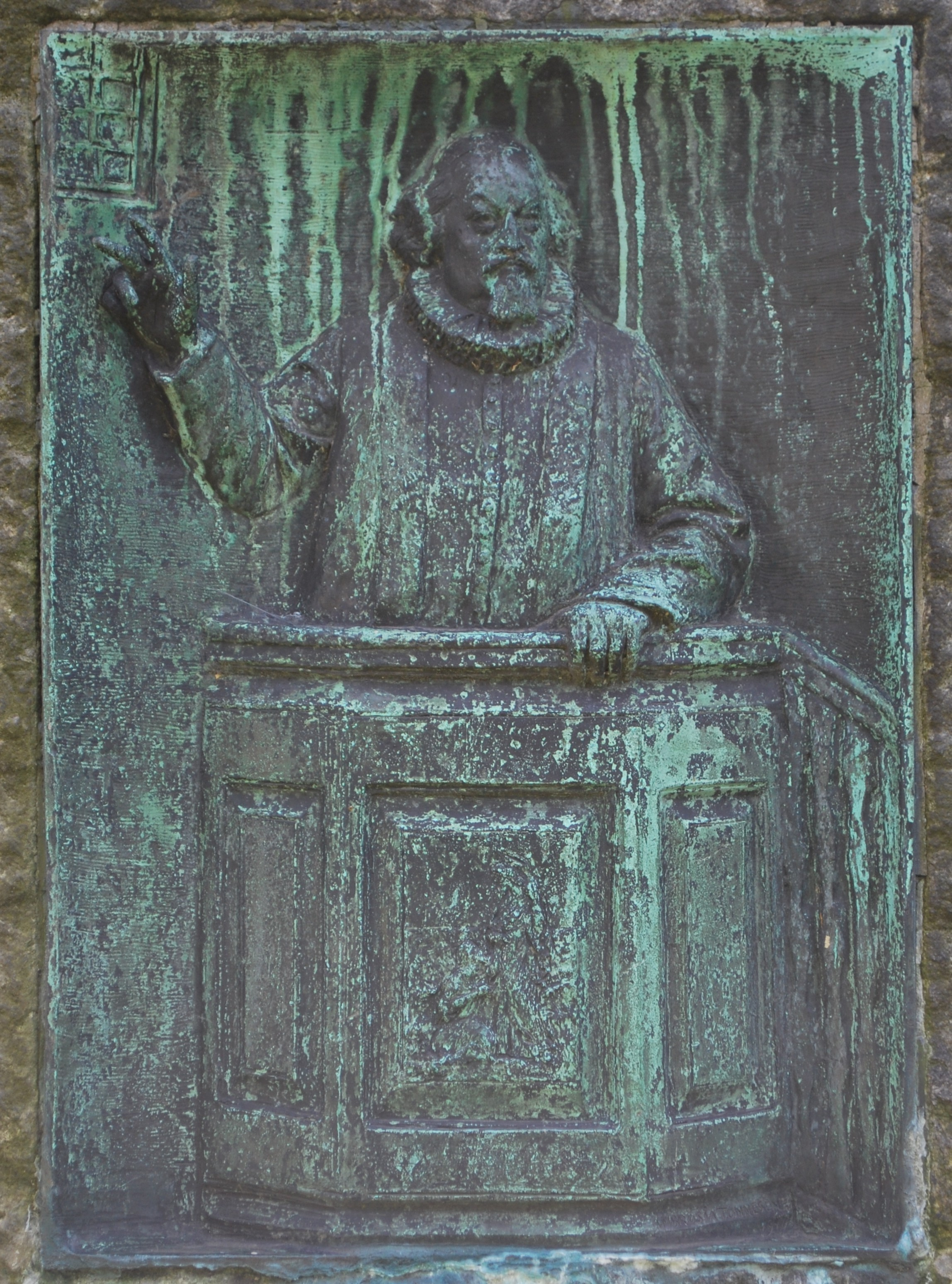
Рельеф в Бергенском соборе с изображением Петтера Дасса работы Амброзии Тённесен

Петтер Дасс — сын шотландского торговца из Данди Питера Дундаса, поселившегося в 1635 году в норвежском Бергене. Мать — Марен Фальк, дочь Петера Якобссона Фалька, крупного землевладельца и Анны Йонсдоттир. За сыном, названным одновременно в честь отца и деда, закрепилась «усечённая» фамилия Дасс.
Питер Дундас умер в 1653 году, когда Дассу было 6 лет. Его мать вскоре вышла замуж повторно, однако Дасс остался на воспитание с сестрой матери. В 13 лет начал посещать Соборную школу в Бергене, затем изучал теологию в Университете Копенгагена.
В 1677 году стал священником. После нескольких лет, проведённых в Копенгагене, вернулся в Норвегию, работал домашним учителем в Вефсне. В 1689 году стал священником в Альстахёуге.

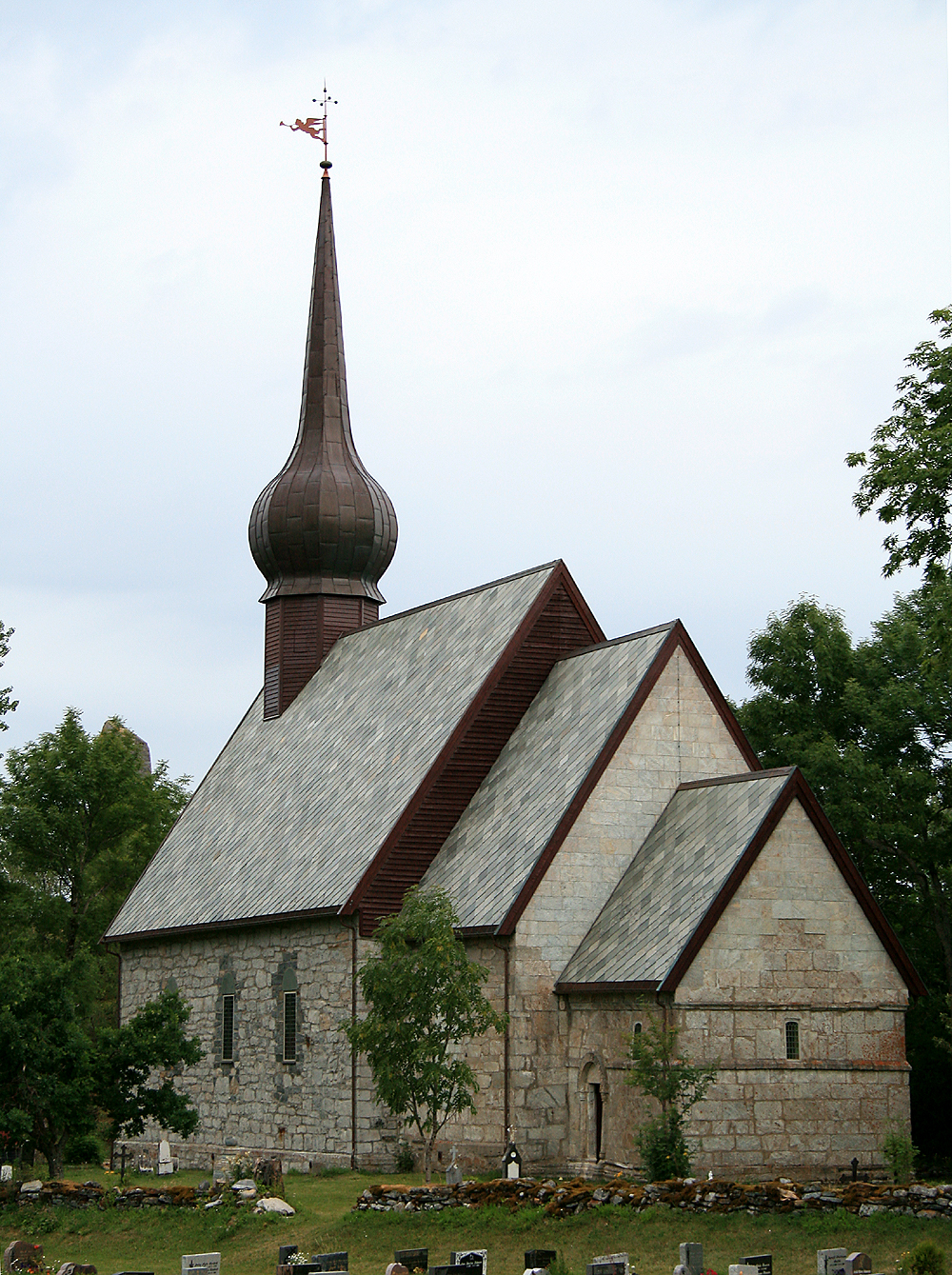
Церковь еркви Альстахауг в Нурланде, где Дасс был приходским пастором

Дасс скончался 17 августа 1707 года в Алстахёуге. В знак траура тогда многие рыболовные суда Северной Норвегии нашивали на паруса черную ткань.
Дасс до сих пор является частью фольклора Нурланда. Существует легенда, что однажды он заставил дьявола, который хотел его одурачить, перенести его в Копенгаген проповедовать королю.

## Творчество

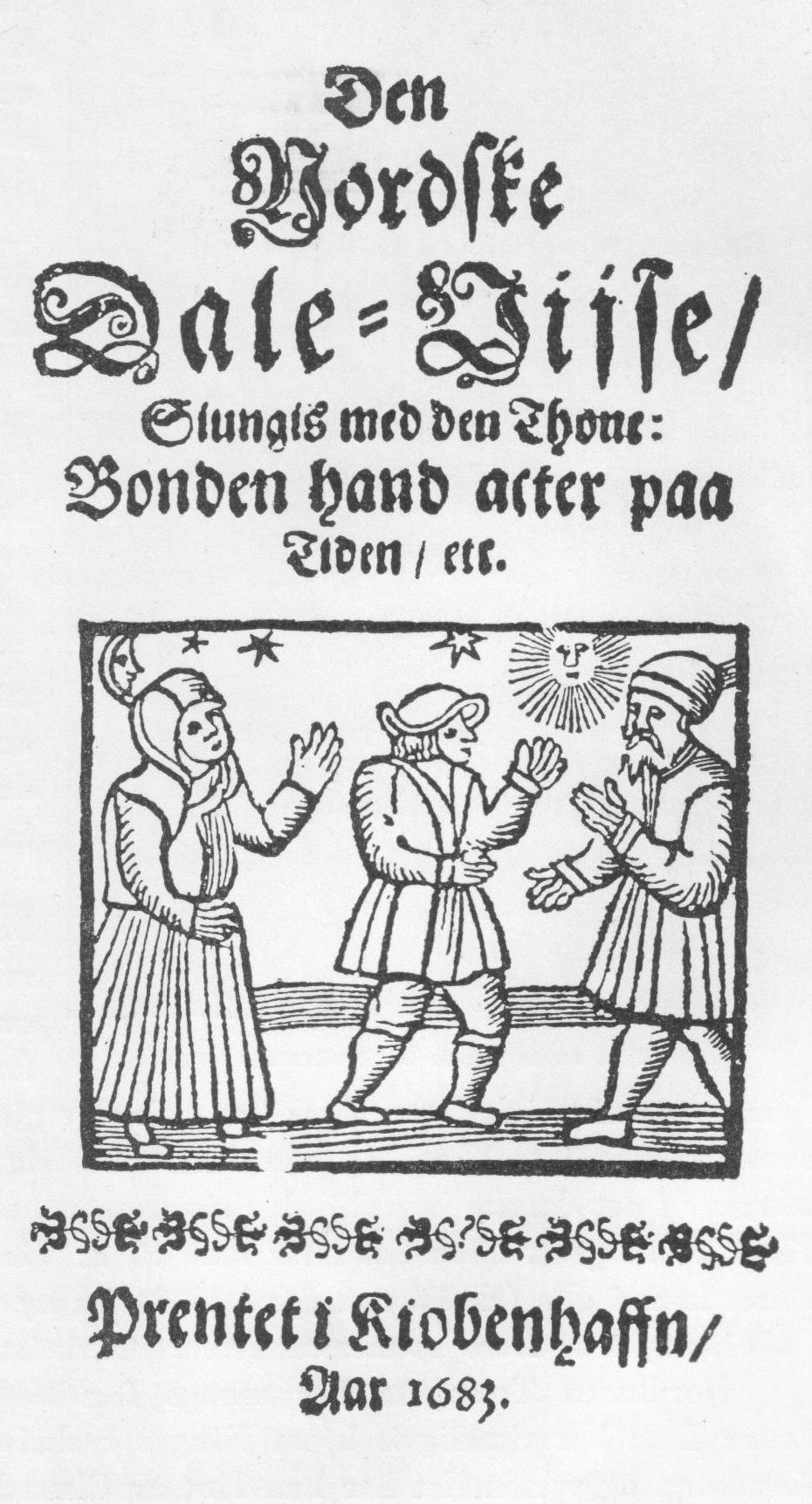
Титульный лист первого издания Den Nordske dale-viise, единственного произведения Дасса, изданного при его жизни

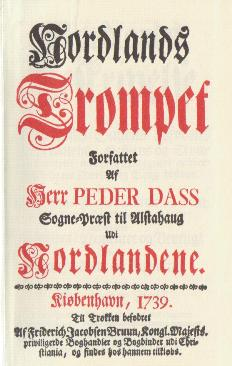
Титульный лист первого издания поэмы «Глас Нурланна»

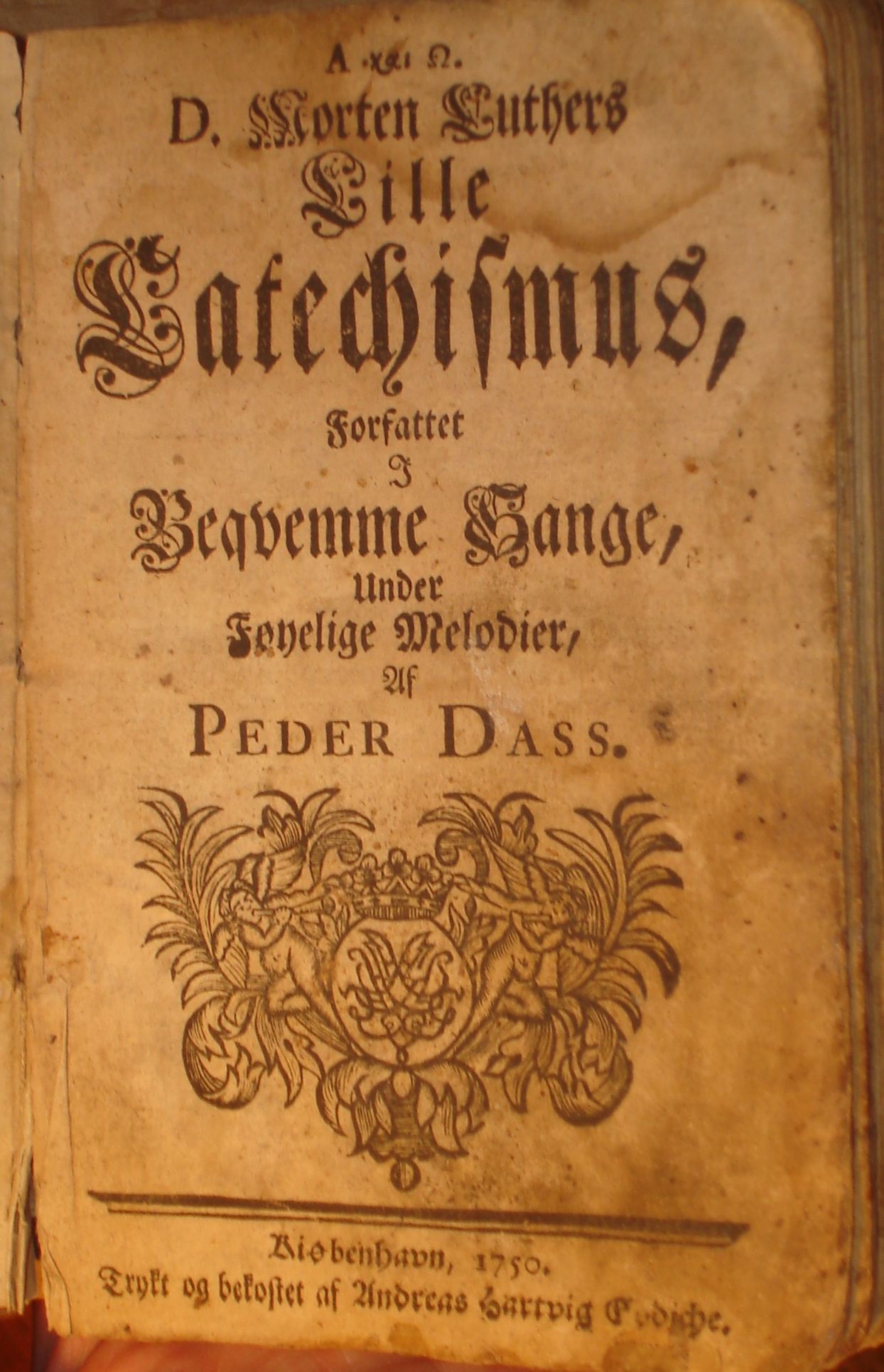
Толкование на Малый катехизис Лютера (впервые издана в 1714 году в Копенгагене) - самая продаваемая книга Дасса в XVIII веке

Петтер Дасс прежде всего известен как автор поэмы «Глас Нурланна (норв. Nordlands trompet), в которой дано реалистичное описание северной Норвегии, быта, обрядов и занятий простого народа и слов гимна «Господи Боже, твое драгоценное имя и слава» (no:Herre Gud, ditt dyre navn og ære). Также Дассом были написаны множество церковных гимнов и песен, толкований на Святое писание и библейских историй в стихах. Толкование Дасса на Малый катехизис в XVIII веке была самой продаваемой книгой в Норвегии.
Петтер Дасс писал свои произведения преимущественно на датском языке, используя заимствования из норвежского, когда не находил нужных датских слов. Произведения Дасса написаны простым, житейским языком, близки к фольклору.

## Память
В 2007 году был открыт музей Петтера Дасса в Альстахёуге.

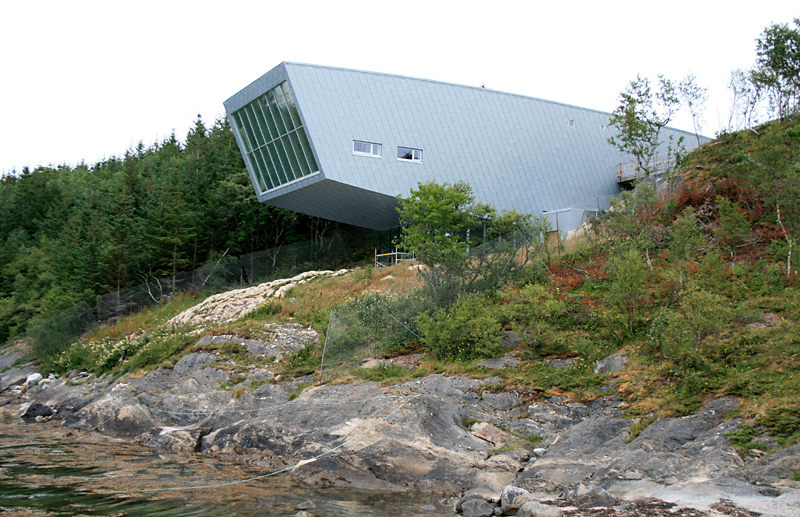
Музей Петтера Дасса

В деревне Хусёй находиться построенная в 1997 году Часовня Петтера Дасса

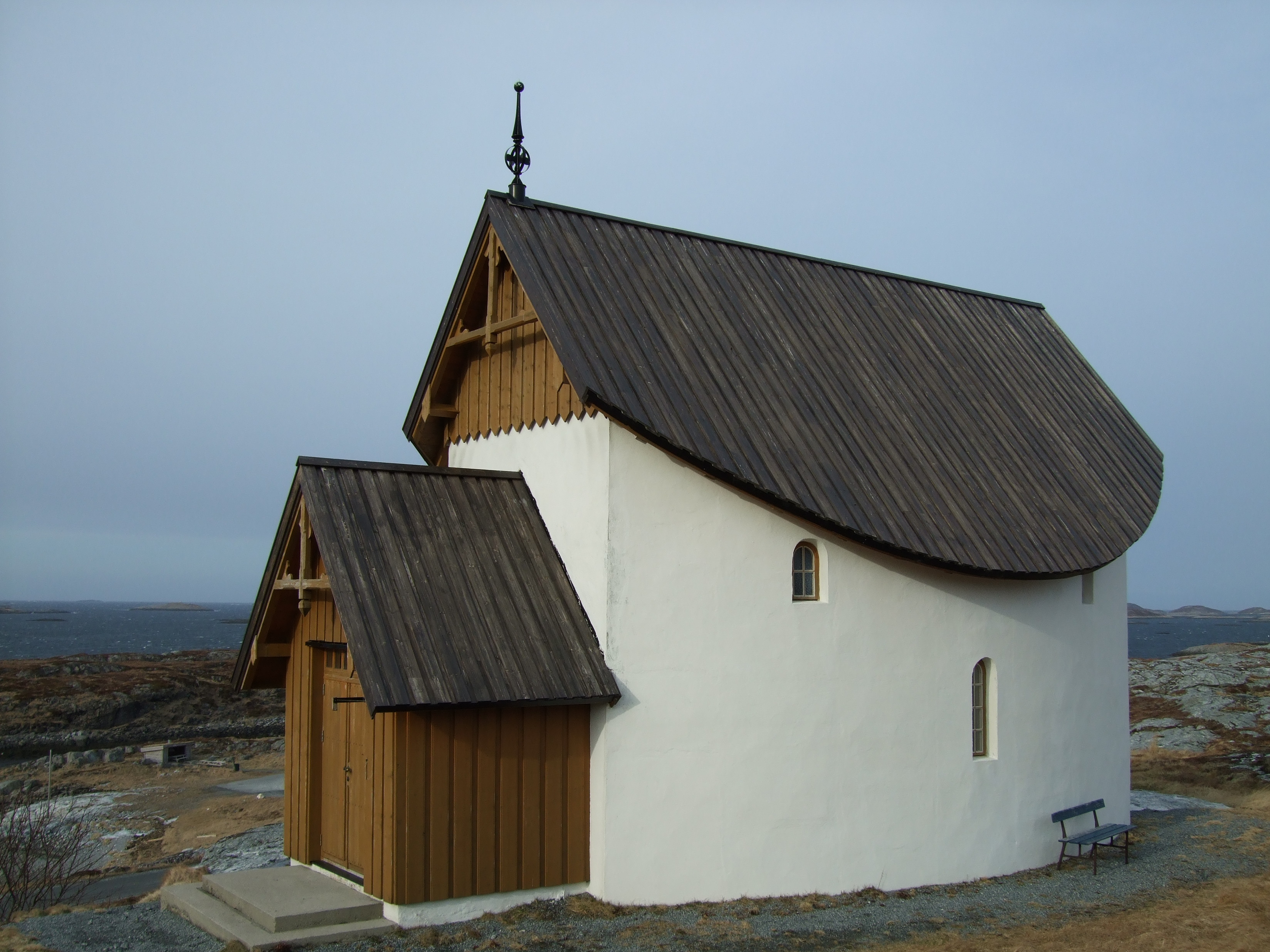
Часовня Петтера Дасса

Норвежской газетой Vårt Land ежегодно присуждается премия имени Петтера Дасса. Премия присуждается людям и организациям, которые поставили религию на повестку дня в современном обществе
Именем Петтера Дасса названа награда (медаль), присуждаемая обществом Nordlændingernes Forening людям из Нур-Норге за свой вклад в развитие региона. Медаль была учреждена в 1912 году в честь 50-летия общества